# Germà Bel
Germà Bel i Queralt (Las Casas de Alcanar, 15 de marzo de 1963) es un economista y político español. 

## Biografía
Nacido en Las Casas de Alcanar, provincia de Tarragona, el 15 de marzo de 1963, es Doctor en Economía por la Universidad de Barcelona, máster en Economía por la Universidad de Chicago, catedrático de Economía Aplicada en la Universidad de Barcelona. De 1987 a 1990 fue becario Fulbright y becario MEC de investigación. De 1990 a 1993 fue asesor en el Ministerio para las Administraciones Públicas y en el Ministerio de Obras Públicas y Transportes. Ingresó en 1980 en la Joventut Socialista de Catalunya, y en 1982 en el Partido de los Socialistas de Cataluña. En las elecciones generales de 2000 fue elegido diputado del Congreso de los Diputados por la circunscripción electoral de Barcelona. Desde 2004 ha continuado su labor docente en la universidad y como profesor visitante en la Universidad de Cornell, Universidad de Harvard y en el Universidad Princeton. Entre 2005 y 2015 formó parte del Consejo Asesor de Endesa en Cataluña. En 2013 fue designado miembro del Consejo Asesor para la Transición Nacional.

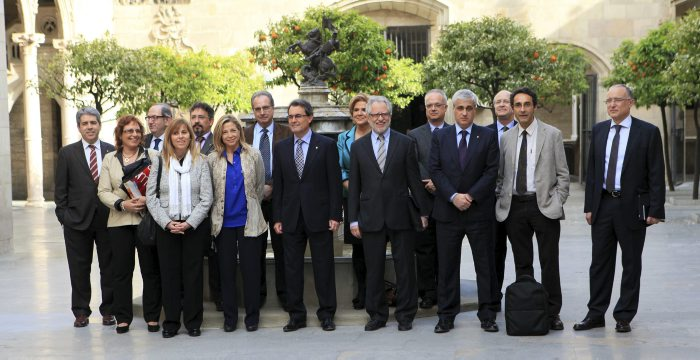
Imagen del Consejo Asesor para la Transición Nacional tras su constitución (abril de 2013)

En julio de 2015 se anunció que Germà Bel sería el cabeza de lista de la candidatura de Junts pel Sí por la circunscripción de Tarragona en las elecciones autonómicas de Cataluña del 27 de septiembre de 2015, donde finalmente obtuvo un escaño.
El 14 de noviembre de 2017 se anunció que Germa Bel no iría en ninguna lista electoral en las elecciones autonómicas de Cataluña del 21 de diciembre de 2017.